# Ferrisia terani
Ferrisia terani är en insektsart som beskrevs av Williams och Granara de Willink 1992. Ferrisia terani ingår i släktet Ferrisia och familjen ullsköldlöss. Inga underarter finns listade i Catalogue of Life.